# NGC 1323
NGC 1323 је лентикуларна галаксија у сазвежђу Еридан која се налази на NGC листи објеката дубоког неба.
Деклинација објекта је - 2° 49' 18" а ректасцензија 3h 24m 56,0s. Привидна величина (магнитуда) објекта NGC 1323 износи 15,1 а фотографска магнитуда 16,1. NGC 1323 је још познат и под ознакама NPM1G -02.0119, PGC 12764.